# Жураковский, Василий Максимилианович
Василий Максимилианович Жураковский (род. 30 августа 1940, Ростов-на-Дону) — советский и российский учёный-педагог, заместитель Министра науки, высшей школы и технической политики Российской Федерации (1992—1993), первый заместитель Министра образования Российской Федерации (1993—2002), академик РАО (2004). Действительный государственный советник Российской Федерации 1 класса (2000).

## Биография
Родился 30 августа 1940 года в Ростове-на-Дону.
В 1962 году — окончил Ростовский-на-Дону институт сельскохозяйственного машиностроения (РИСХМ), специальность «Машины и технология литейного производства».
С 1962 по 1980 годы — ассистент, доцент, заведующий кафедрой, декан факультета РИСХМ. Защитил кандидатскую диссертацию (1965).
С 1980 по 1990 годы — ректор завода-втуза при ПО «Ростсельмаш».
В 1986 году — защитил докторскую диссертацию, в 1987 году — присвоено учёное звание профессора.
С 1990 по 1992 годы — заместитель председателя Государственного комитета Российской Федерации по высшему образованию.
С 1992 по 1993 годы — заместитель Министра науки, высшей школы и технической политики Российской Федерации.
С 1993 по 2002 годы — первый заместитель Министра образования Российской Федерации.
В 2001 году — избран членом-корреспондентом, в 2004 году — избран академиком Российской академии образования, состоит в Отделении профессионального образования, с 2003 по 2005 годы — академик-секретарь Отделения.
С 2000 года по настоящее время — заведующий кафедрой Инженерной педагогики Московского автомобильно-дорожного государственного технического университета «МАДИ».
С 2002 года по настоящее время — научный консультант Национального фонда подготовки кадров (НФПК).
Действительный государственный советник Российской Федерации 1 класса.

## Научная и организационная деятельность
Сфера научных интересов: развитие высшего инженерного образования.
Членство в организациях:
- член Европейского мониторингового комитета Международного общества инженерной педагогики (IGIP);
- Вице-президент Российского союза научных и инженерных организаций;
- член Национального аккредитационного агентства;
- член Президиума Российской академии образования;
- член редакционной коллегии научно-педагогического журнала «Высшее образование в России»;
- член редакционного совета научно-методического и теоретического журнала «Среднее профессиональное образование».

Автор 216 научных публикаций и 13 изобретений, в том числе монографии и учебники для высшей школы.
- Образование в системе социально-экономических отношений. М.: Вуз и школа, 2004. 300с.
- Организация непрерывного образования в университетском комплексе. Нальчик: Каб.-Балк. ун-т, 2004. 434 с.
- Укрепление российской государственности: место и роль системы образования. М.: Гелиос АРВ, 2000. 422 с.
- Методология инженерной педагогики. М.: МАДИ (ГТУ), Казань: Изд-во КГТУ, 2007. 213 с.
- Формирование и реализация региональных программ модернизации профессионального образования. М.: Брянск: Изд-во БГТУ, 2003. 220 с.
- Развитие познавательной самостоятельности студентов при изучении дисциплин компьютерного цикла. М.: Изд-во МАДИ (ГТУ); Харьков: Изд-во УИПА, 2007. 189 с.
- Дидактические аспекты преподавания инженерных дисциплин. М.: Изд-во МАДИ (ГТУ); Харьков: Изд-во УИПА, 2006. 150 с.
- Методологические и методические основы проектирования технологии оценки качества учебно-познавательной деятельности студентов при изучении инженерных дисциплин. М.: Изд-во МАДИ (ГТУ); Харьков: Изд-во УИПА, 2002. 180 с.
- Основы инженерной педагогики. М.: Изд-во МАДИ (ГТУ); Казань: Изд-во КГТУ, 2007. 498 с.
- Программно-методическое и организационное обеспечение системы подготовки и повышения квалификации преподавателей высшей технической школы России. М.: PMK IGIP; ИПР ВПО МАДИ (ГТУ), 2007. 409 с.
- Подготовка преподавателей инженерных вузов: теория, практика, электронные ресурсы. М.: Изд-во МАДИ (ГТУ), 2009, 163 с.
- Подготовка инженера в реально-виртуальной среде опережающего обучения. Казань: Изд-во Казан. гос. технол. ун-та, 2010. 404 с.

## Награды
- Заслуженный деятель науки Российской Федерации (2000)[7];
- Премия Президента Российской Федерации в области образования (1999) — за разработку и внедрение научно-методического обеспечения совершенствования инженерного образования и создание системы подготовки и повышения квалификации преподавателей технических высших учебных заведений[8];
- Государственная премия Республики Саха (Якутия) имени А.Е. Кулаковского (2000) — за активное участие в общественно-политической жизни республики и вклад в подготовку высококвалифицированных специалистов[9];
- Почетная грамота Правительства Российской Федерации (2001)[10]
- Медаль «За выдающиеся заслуги» (Российской академии образования, 2024)[11];
- Премия Правительства Российской Федерации в области образования;
- Высочайшая благодарность главы Российского императорского дома — е. и. в. Государыни Великой княгини Марии Владимировны (2018) — за примерное служение Отечеству и значительный вклад в сохранение и приумножение интеллектуального достояния России[12].